# 戈盧比齊亞河
戈盧比齊亞河（烏克蘭語：Голубиця），是烏克蘭的河流，位於該國西北部，流經羅夫諾州，屬於梅利尼齊亞河的左支流，發源自大韋爾布切西部，河口處在特魯季以西，河道全長17公里。